# 徐泽
徐泽（1954年10月—）。男，汉族，山东招远人，生于广东汕头。1969年参加工作，加入中国共产党。中山大学中文系毕业。
1969年在中国人民解放军服役，后为工人，在中山大学中文系学习。1982年毕业后，在国务院港澳事务办公室工作，历任副处长、处长、副司长、司长、副主任。2004年7月，任中央人民政府驻澳门特别行政区联络办公室副主任。2013年6月，任国务院港澳事务办公室副主任，党组副书记。2015年4月，不再担任国务院港澳事务办公室副主任。
2008年，当选第十一届全国政协常务委员，代表特邀澳门人士，分入第五十四组。